# 前畑造船
前畑造船株式会社（まえはたぞうせん）は、長崎県佐世保市に本社・造船所を置く造船・船舶修繕事業者である。

## 概要
1948年（昭和23年）に、戦艦「大和」の建造主任を務めた芳井一夫により佐世保市において設立・創業し、船舶の修理業務を開始。1959年（昭和34年）から船舶の建造を開始した。以来、新造船事業では各種内航タンカー・LPG運搬船・フェリー・漁業調査船・海上自衛隊の支援船等の建造を、修繕船事業では1,600総トンまでの各種船舶の修繕を行っている。
2007年（平成19年）には、749t型内航石油タンカーで国内初のディーゼル電気推進船を建造し、以後も電気推進内航タンカー・LPG運搬船の建造を行っている。
国土交通省による舶用内燃機関サービス・ステーション（SS）の証明を取得している。

## 主要設備
- 第2船台：50m×10m 上架能力 500GT[4][5]
- 第3船台：80m×15m 上架能力 1,300GT[4][5]
- 浮ドック：80m×17m 最大浮揚能力 2,000t・入渠最大船舶 1,600GT[4][5]
- ジブクレーン：5基[5]

### 廃止された設備
- 第1船台：40m×6m 上架能力 150GT[5]
  - 2022年（令和4年）3月に廃止となり、艤装工場が新設された[2]。

## 沿革
- 1948年（昭和23年）
  - 7月2日 - 戦艦「大和」の建造主任を務めた芳井一夫が、佐世保市において（株）前畑鉄工所を設立[2]。
  - 12月 - 前畑造船鉄工（株）に改称し、船舶の修理業務を開始[2]。
- 1957年（昭和32年）3月 - 運輸省から500t以上の船舶の造修許可を受ける[2]。
- 1959年（昭和34年）10月 - 作業船・バージ等の建造を開始[2]。
- 1961年（昭和36年）10月 - 最初の小型タンカー及び貨物船が完工[2]。
- 1962年（昭和37年）2月 - 最初の旅客船が完工[2]。
- 1972年（昭和47年）5月 - 大型まき網漁船の建造を開始[2]。
- 1986年（昭和61年）・1987年（昭和62年） - 第1-3船台を改築し、900GTまでの建造許可を受ける[2]。
- 1988年（昭和63年）2月 - 最初のケミカルタンカーが完工[2]。
- 1989年（平成元年）7月 - 最初の海上自衛隊支援船が完工[2]。
- 1993年（平成5年）6月 - 前畑造船（株）に改称[2]。
- 1994年（平成6年）10月 - 浮揚力2,000t・1,600総トンまで入渠可能な浮ドックを設置[2]。
- 2007年（平成19年）
  - 7月 - 第3船台を改築し、999GTまでの建造許可を受ける[2]。
  - 11月 - 国土交通省が進めていたスーパーエコシッププロジェクトで初のディーゼル電気推進内航石油タンカーとなる「なでしこ丸」（749t。IHIMU設計）を建造し、船主の商運海運（大阪市）に引き渡し[6][7]。
- 2013年（平成25年）6月 - 第3船台の許可を1,300GTに拡張[2]。
- 2022年（令和4年）3月 - 第1船台を廃止し、艤装工場を新設[2]。